# Bumba-meu-boi
Pour les articles homonymes, voir Boi.
Bumba-meu-boi, boi-bumbá ou pavulagem est une danse folklorique populaire brésilienne de type folguedo. Elle comporte des personnages humains et des animaux fantastiques qui évoluent autour de la mort et de la résurrection d'un bœuf (boi en portugais).

## Origine
L'origine du boi-bumbá remonte au XVIIIe siècle. Elle résulte notamment des relations complexes entre esclaves et propriétaires, au sein des exploitations coloniales. Il reflète la condition sociale des esclaves noirs et indiens.
La légende à la base de cette danse embrasse les domaines de la satire, de la comédie, de la tragédie et du drame, en insistant sur le contraste entre la fragilité de l'homme et la force brute du bœuf.
La fête du boi-bumbá est née dans le Nordeste, au Brésil, et s'est répandue dans pratiquement tout le bassin amazonien brésilien, surtout dans l'État d'Amazonas. Tous les ans, de nombreux touristes assistent au festival folklorique de Parintins, centré autour de la tradition du boi-bumbá et qui se tient dans la ville de Parintins depuis 1913.
Du point de vue théâtral, la fête s'inspire de la tradition ibérique, tant du point de vue du défilé que de la représentation à proprement parler, dans la mise en scène de pièces religieuses d'inspiration érudite mais destinées au peuple pour la commémoration de fêtes catholiques à l'époque de la lutte de l'Église contre le paganisme. Cette habitude fut récupérée au Brésil par les jésuites dans leur œuvre d'évangélisation des indigènes, des esclaves noirs et même des aventuriers portugais. En tant que danse dramatique, le bumba-meu-boi acquiert au cours du temps son caractère de moyen de communication.

## Diffusion
Au cours de sa diffusion à travers le pays, le bumba-meu-boi y trouve de nouveaux noms, rythmes, formes de représentation, personnages, etc. Pendant qu'au Maranhão, au Rio Grande do Norte et en Alagoas il est appelé bumba-meu-boi, il devient boi-bumbá ou pavulagem au Pará et en Amazonas, boi-calemba ou bumbá au  Pernambouc, boi-de-reis, boi-surubim et boi-zumbi au Ceará, boi-janeiro, boi-estrela-do-mar, dromedário et mulinha-de-ouro à Bahia, boi-de-mourão ou boi-de-mamão au Paraná et à Santa Catarina, bumba ou folguedo-do-boi au Minas Gerais et à Rio de Janeiro, boi-de-reis en Espírito Santo, bumba, boizinho ou boi-mamã au Rio Grande do Sul, boi-de-jacá et dança-do-boi à São Paulo.
En 1996, les danseurs du groupe Carrapicho font connaître cette tradition à l'international à travers leur chanson Tic, tic Tac qui devient un tube de l'été en France puis connaît un succès international. Le complexe culturel du bumba-meu-boi du Maranhão est inscrit sur la liste représentative du patrimoine culturel immatériel de l'humanité en décembre 2019.